# Caltoris philippina
Caltoris philippina (tên tiếng Anh: Philippine swift), là một loài bướm ngày thuộc họ Bướm nhảy.

## Mô tả
Cánh dài hơn và cánh trước kéo dài ra ở cuối tĩnh mạch 2. Móc rộng hơn: van không phóng ra ngoài cuiller. Mặt trên của cánh trước có đốm. Lật ngược cánh trước với một điểm trong khoảng trống 1b. Mặt trên của cánh trước không có đốm tế bào. Mặt dưới của cánh sau có vảy màu xanh ô liu. Cánh trước: 18-20 mm.— William Harry Evans, Danh mục loài họ Bướm nhảy từ Châu Âu, Châu Á và Châu Úc trong Bảo tàng Anh

## Phân loài
- C. p. philippina Sri Lanka, Ấn Độ, Bán đảo Mã Lai, Nias, Palawan, Philippines, Sulawesi, Talaud, Sangihe, Sula[2]
- C. p. subfenestrata  (Röber, 1891) New Guinea, Quần đảo Solomon[4]